# カウボーイ・クックハウス
カウボーイ・クックハウス（Cowboy Cookhouse）は、東京ディズニーランドのウエスタンランドにあるスタンドタイプのレストランである。

## 概要
| カウボーイ・クックハウス | カウボーイ・クックハウス |
| ------------------------ | ------------------------ |
| オープン日               | 2019年3月15日            |
| タイプ                   | カウンターサービス       |
| アルコール               | ○                        |

2019年3月14日をもってクローズした「チャックワゴン」を改装してできたレストラン。
持ち歩きメニュー「スモークターキーレッグ」が販売されている。

### バックグラウンドストーリー
19世紀、夢とロマンをいだいたたくさんの開拓者たちが訪れたアメリカ西部で、ある実業家が「カウボーイ・クックハウス」という店舗を構えて、オリジナルレシピのスモークターキーレッグを販売し始めた。すると、このターキーレッグが町中のカウボーイや開拓者たちの間で大評判なり、はじめは風や土ぼこりをしのぐだけの狭いスタンドだった「カウボーイ・クックハウス」は、人気とともに増築を重ねて、現在の店構えになった。